# Cova del Vidre
La cova del Vidre és un jaciment arqueològic de Roquetes, (Baix Ebre), inclòs a l'Inventari del Patrimoni Arqueològic i Paleontològic de Catalunya.
Es troba al massís del Ports de Beseit, oberta a uns 1.120 metres per sobre del nivell del mar, al peu de l'espadat rocós de la mola del Boix, en el vessant sud-oriental de la serra del Caro, i en el marge dret del barranc de Lloret. Està construïda per una cavitat principal amb forma de piràmide triangular caiguda, el vèrtex superior de la qual és el fons de la cova i, la base, la boca. Mesura 43 metres de llargada, per 30 d'amplada i 14 d'alçada, té una gran obertura orientada a l'est, accentuada per la caiguda de blocs de roca de la visera. Actualment s'utilitza com a refugi per als excursionistes, els quals han improvisat al seu interior un fogar i un jaç de palla.

## Descobriment i història de les investigacions arqueològiques
Al llarg dels anys quaranta i cinquanta es van practicar les primeres excavacions arqueològiques a la cova del Vidre. En primer lloc, les de Francesc Esteve Gàlvez, en dos anys diferents, el 1945, i hi tornà al 1954; en segon lloc, les d'Ignasi Cantarell Fontcoberta, entre els anys 1975 i 1960, aquestes amb resultats inèdits. Aquests treballs van permetre la descoberta de materials arqueològics ben estratificats, que es van situar entre el Paleolític superior i el Neolític antic. En el marc d'un estudi sobre la neolitització del curs inferior de l'Ebre, es va analitzar els materials i la documentació corresponents a les excavacions citades, uns guardats al Museu del Montsià i els altres a la col·lecció i arxiu personals del Sr. Cantarell. L'estudi que es realitzà, posà de manifest la convivència de realitzar noves excavacions a la cova, necessàries per obtenir més dades, entendre millor les disponibles i contextualitzar més bé els materials obtinguts amb les antigues excavacions. Aquesta nova intervenció arqueològica es va dur a terme l'estiu del 1992, amb l'objectiu concret, d'una banda, de revisar i precisar l'estratigrafia i, d'altra banda, de recollir mostres faunístiques, botàniques i sedimentàries que, un cop estudiades, poguessin servir per obtenir dades ambientals, econòmiques, datacions absolutes, etc. Algunes d'aquestes mostres no havien estat recollides durant les excavacions antigues i d'altres sí, però de forma insuficient o poc documentades. També, era un objectiu d'aquestes noves excavacions valorar la conveniència d'intervencions futures, dins un programa de recerques més àmplies al jaciment, i, en aquest cas, disposar de més informació per planificar-les.

## Troballes arqueològiques
A partir dels resultats de les diferents excavacions realitzades, a la cova del Vidre, es pot reconèixer quatre nivells d'interès arqueològic. Tres corresponen a diferents etapes de l'Epipaleolític i el quart al Neolític antic.
FASE I_
La fase més antiga té una datació radiocarbònica de 10.740 ± 130 BP (Beta: 58933) i, segons l'anàlisi sedimentològica realitzada per Maria Mercè Bergadà, el material de tipus detrític que compon el nivell mostra fissures i fractures per efectes de gel-desgel (gelifracció), de la qual cosa es dedueix que en aquesta fase el clima devia ser fred i moderadament humit (Bergadà, 1996). Pel que fa a la indústria lítica d'aquesta fase, com la de les altres dues Epipaleolítiques, està íntegrament elaborada sobre sílex de diferents varietats. El conjunt de peces retocades està dominat per les laminites amb dors, seguides pels gratadors i els denticulats.
FASE II
En la segona fase el clima degué ser menys fred, i, en general, amb una humitat superior, encara que en uns moments més alta que en altres (Bergadà, 1996). Entre la indústria lítica, les laminetes amb dors i els gratadors tenen representacions importants, però en aquesta etapa els percentatges dels denticulats i dels rascadors són més elevats, de manera que els quatre tipus citats apareixen amb una freqüència semblant. És destacable l'aparició de microburins, els quals poden ser un preludi de l'utillatge microlític geomètric que es documentarà en la fase següent. Aquesta segona fase també corresponen diferents punxons i puntes d'os, així com un fragment de petxina de Dentalium, que és l'únic objecte ornamental trobat a la cova del Vidre que es pot atribuir a l'Epipaleolític.
FASE III
L'estructura sedimentària del nivell que representa aquesta etapa sembla que s'ha format en unes condicions molt humides i fredes. El conjunt de peces lítiques retocades està dominat per les rascadores, els micorubins i els fragments de làmina lítica amb àpex trièdric, i els gratadors. En aquest nivell es documenten, per primer cop, els micròlits geomètrics, representats per un triangle isòsceles allargat amb retoc abrupte IMAGEN 5. Encara que de moment les evidències materials d'aquesta etapa són reduïdes, si la comparem amb les altres dues, es poden considerar suficients per situar-la en un Epipaleolític geomètric de triangles o de fàcies Filador, segons Javier Fortea el 1973. També van estar trobades unes restes de fogar, del tipus més senzill. Segons una anàlisi micromorfològica d'aquestes restes realitzades per Maria Mercè Bergadà, han estat trobades impregnacions fosfatades ferruginoses procedents de matèries animals en una proporció superior a la que correspondria a una activitat culinària. En canvi, la presència de vestigis ossis és inferior a la de llars utilitzades en aquest tipus d'activitat (Bergadà, 1996). D'això és possible deduir que aquesta llar es va utilitzar directament en alguna de les operacions d'un procés de treball relacionat amb el tractament tècnic de matèries animals, o, com a mínim, que al seu voltant va tenir lloc repetidament aquest procés de treball. La tendència a un clima més fred en aquesta tercera etapa degué culminar en uns moments molt freds i més àrids, representats per un nivell identificat immediatament per sobre del que representa aquesta darrera etapa d'ocupació Epipaleolítica, i en el qual les fractures i fissures de la sedimentació són les pròpies d'unes condicions fredes periglacials (Bergadà, 1996). Aquest nivell no ha proporcionat restes arqueològiques, per la qual cosa que no sembla que la cova fos habitada per persones durant la seva formació. Els inicis del Neolític (aprox. 6.200 BP) es correspon amb un clima més humit segons l'estudi geoarqueològic (Bergadà, 1996) es documenta una fase d'humitat oscil·lant i la presència de copròlits d'herbívors (probablement ovicaprits) el que suggereix indicis d'una ocupació continuada, així com l'ampliació i diversificació de les activitats d'estabulació d'animals.